# Mất tính dị hợp tử
Mất tính dị hợp tử (tiếng Anh: Loss of heterozygosity/LOH) là các biến đổi trong hệ gene tế bào soma dẫn đến tế bào mất đi trạng thái dị hợp tử vốn có trong locus đang được đề cập. Hiện tượng này thường xuyên được nhắc đến là một trong những nguyên nhân chính gây phát sinh khối u - sự chuyển dạng của một tế bào soma bình thường thành tế bào khối u, từ đó tăng nguy cơ gây ra ung thư.

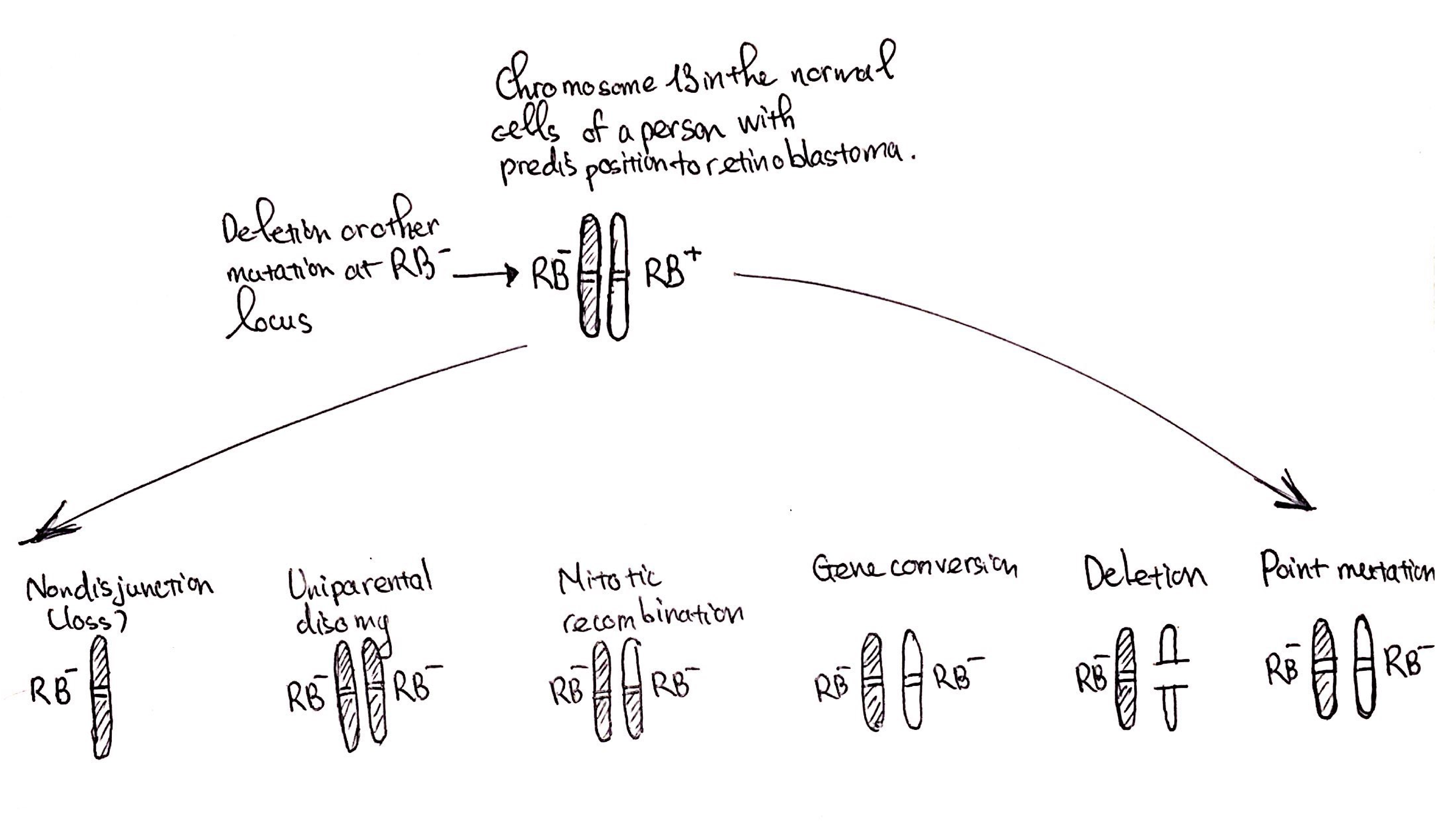
Các cơ chế gây ra sự mất tính dị hợp tử

## Tính dị hợp tử
Dị hợp tử là khái niệm áp dụng với sinh vật lưỡng bội (2n) mang 2 bản sao của bộ nhiễm sắc thể đơn bội (n) trong hệ gene. Một cá thể thể dị hợp tử về một locus là cá thể mà hệ gene của chúng chứa 2 bản sao (allele/alen) là 2 dạng khác nhau của locus đó, phân biệt với cá thể đồng hợp tử là cá thể mà hệ gene chứa 2 bản sao giống nhau của cùng locus.

## Tính trội - lặn và hiện tượng giả trội
Khái niệm dị hợp tử sẽ trở nên quan trọng trong việc xác định kiểu gene của sinh vật ảnh hưởng tới kiểu hình của nó như thế nào. Ở cá thể dị hợp tử, một allele là trội hoàn toàn so với allele còn lại, thì kiểu hình của cá thể dị hợp tử sẽ giống với kiểu hình của cá thể đồng hợp về allele trội.
Nếu vì một nguyên nhân nào đó mà tế bào dị hợp tử chỉ còn lại allele lặn (do allele trội bị mất hoặc bị ức chế lâu dài), thì kiểu hình của tế bào sẽ là lặn. Đây gọi là hiện tượng giả trội.

## Cơ chế của mất tính dị hợp tử
Một cá thể dị hợp tử sẽ mang toàn các tế bào soma (sinh dưỡng) 2n dị hợp tử và tế bào sinh dục 2n dị hợp tử (và các tế bào hậu duệ của tế bào này). Tuy nhiên trong vòng đời của cá thể, sự mất tính dị hợp tử có thể xảy ra, khiến một tế bào dị hợp tử của cá thể này trở thành hoặc tạo ra tế bào con đồng hợp tử, theo các cơ chế sau đây:

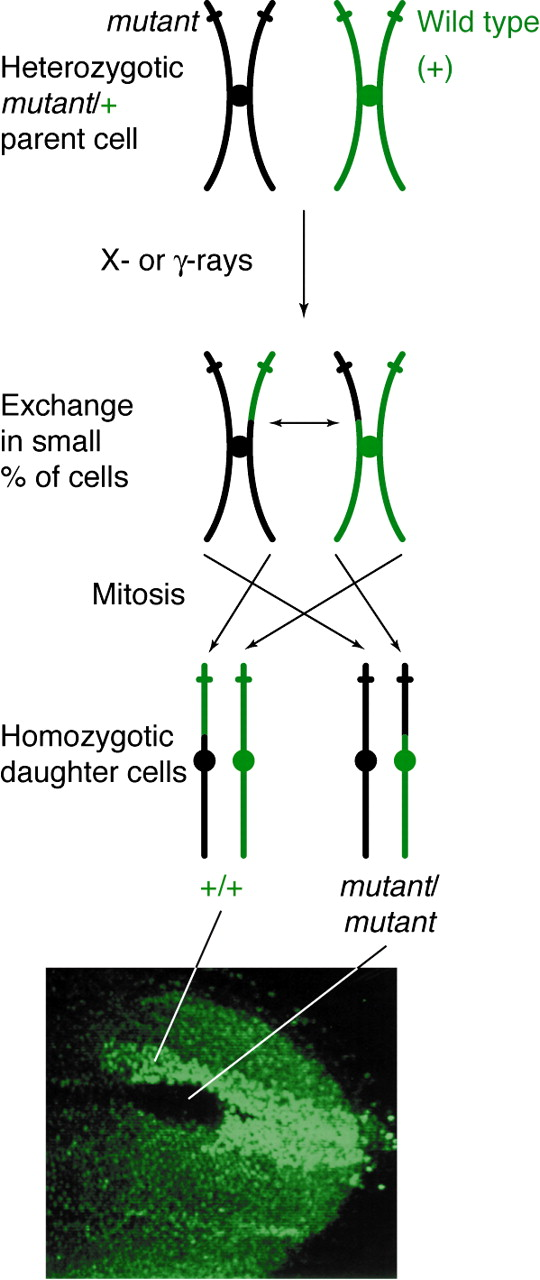
Hiện tượng tái tổ hợp trong nguyên phân có thể dẫn đến biểu hiện kiểu hình lặn ở cá thể dị hợp tử về một locus

### Sự không phân ly của nhiễm sắc thể trong nguyên phân
Trong quá trình nguyên phân, nếu bộ NST không phân ly chính xác, kết quả có thể tạo ra 2 tế bào con trong đó một tế bào nhiều hơn một số NST, tế bào còn lại thiếu một số NST tương ứng. Hiện tượng này sẽ dẫn đến tế bào con sẽ chỉ còn mang một allele của locus nằm trên NST bị thiếu, và nếu ở các tế bào mẹ locus này ở trạng thái dị hợp tử, thì tế bào con lúc này đã trở nên mất tính dị hợp tử. Nếu allele còn lại ở tế bào con bị thiếu NST là allele lặn, thì kiểu hình của tế bào con sẽ là kiểu hình lặn chứ không phải kiểu hình trội như các tế bào dị hợp tử nữa)

### Uniparental disomy (UPD)
Uniparental disomy/ UPD xảy ra khi một người nhận 2 bản sao của một nhiễm sắc thể, một phần của nhiễm sắc thể, từ một thân sinh và không nhận bản sao nào từ thân sinh còn lại. Quá trình này xảy ra ngẫu nhiên trong quá trình hình thành giao từ hoặc quá trình phát triển phôi sớm. UDP có thể dẫn đến mất tính dị hợp tử nếu 2 bản sao nhận từ 1 thân sinh là giống nhau. Nếu 2 bản sao này là lặn, thì kiểu hình của người này sẽ là lặn.

### Tái tổ hợp trong nguyên phân
Tái tổ hợp có thể xảy ra trong quá trình nguyên phân giữa 2 NST kép tương đồng mang các allele khác nhau của cùng một locus. 2 chromatid không chị em vốn mang các allele khác nhau của cùng locus dị hợp tử, nhưng nếu có sự tái tổ hợp xảy ra trong quá trình nguyên phân, 2 chromatid không chị em có thể mang 2 allele giống nhau của cùng locus.
Khi quá trình phân ly bộ NST diễn ra tại kỳ sau của nguyên phân, 2 chromatid chị em của mỗi NST trong cặp tương đồng sẽ phân ly nhau, và hoàn toàn có thể xảy ra hiện tượng 2 chromatid không chị em mang allele giống nhau của locus sẽ phân ly về cùng một tế bào. Kết quả sẽ tạo ra tế bào con đồng hợp tử về locus đó. Nếu tế bào con này đồng hợp tử về allele lặn, thì nó và các tế bào hậu duệ của nó sẽ biểu hiện kiểu hình lặn, tạo thành mô có kiểu hình lặn khảm trong cơ thể có các mô xung quanh kiểu hình bình thường.

### Sự đảo gene

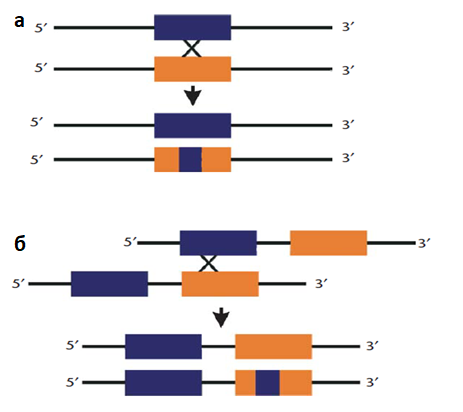
Hiện tượng đảo gene dẫn đến biểu hiện kiểu hình lặn ở thể dị hợp tử về một locus

Sự đảo gene (gene conversion) là hiện tượng trong đó một allele chuyển thành allele còn lại trên NST tương đồng, kết quả sau cùng là tạo ra 2 trình tự tương đồng giống hệt nhau. Sự đảo gene thường xảy ra trong quá trình trao đổi chéo giữa các NST tương đồng, và nguyên nhân có thể liên quan đến cơ chế sửa chữa DNA bắt cặp sai hoặc mô hình đứt gãy sợi kép. Sau khi sự đảo gene diễn ra, trạng thái dị hợp tử có thể chuyển thành trạng thái đồng hợp tử về một trong 2 allele. Nếu kết quả sau cùng là tế bào đồng hợp tử về allele lặn, thì kiểu hình của tế bào sẽ là lặn.

### Đột biến mất đoạn
Đột biến mất đoạn chứa một allele của một locus nào đó, sẽ dẫn đến tế bào mất trạng thái dị hợp tử về locus này. Nếu allele còn lại là lặn, thì kiểu hình của tế bào sẽ là lặn. Đột biến mất đoạn có thể gây ra bởi nhiều nguyên nhân bên ngoài (phóng xạ, chất hóa học,...) hoặc nguyên nhân bên trong (đứt gãy ngẫu nhiên, trao đổi chéo không cân)

### Đột biến điểm
Đột biến điểm tại một trong hai allele của locus dị hợp tử, có thể dẫn đến mất chức năng của allele bị đột biến. Nếu allele bị đột biến là trội, thì tế bào sẽ biểu hiện kiểu hình quy định của allele lặn còn lại. Đột biến điểm có thể gây ra bởi nhiều nguyên nhân bên ngoài (chất hóa học, tia cực tím,...) hoặc bên trong (sản phẩm trao đổi chất tích luỹ, sự cố ngẫu nhiên,...)

## Vai trò của mất tính dị hợp tử trong hình thành khối u và ung thư di truyền
Nguyên nhân phân tử của hình thành tế bào khối u là đột biến trong các gene tham gia kiểm soát chu kỳ tế bào, gồm hai loại gene chính: gene tiền ung thư (Proto-oncogene) và gene ức chế khối u (suppressor gene). Gene ức chế khối u mã hóa các sản phẩm là các protein tham gia vào ức chế chu kỳ tế bào. Khi bị đột biến làm mất sản phẩm gene này, thì tế bào sẽ không bị ức chế phân bào, dẫn đến phân bào không kiểm soát và hình thành tế bào khối u.
Tuy nhiên một gene luôn tồn tại 2 bản sao trong tế bào, do đó ở thể dị hợp tử về đột biến mất chức năng gene ức chế khối u, thì bản sao bình thường còn lại của gene này tạo ra lượng sản phẩm đủ cho duy trì tốc độ phân bào diễn ra bình thường. Nói cách khác, đột biến gene ức chế khối u thường là đột biến lặn.
Khi một cá thể nhận allele đột biến gene ức chế khối u từ thân sinh, người này sẽ ở trạng thái dị hợp tử về gene ức chế khối u (hiếm có trường hợp đồng hợp tử về gene ức chế khối u, bởi vì phôi đồng hợp tử này thường phân chia mất kiểm soát và chết lưu từ giai đoạn sớm, nên sẽ không xuất hiện trong quần thể). Người mà nhận allele đột biến gene ức chế khối u từ thân sinh, được gọi là hiện tượng tăng nguy cơ ung thư di truyền.
Ở người tăng nguy cơ ung thư di truyền (dị hợp tử về đột biến gene ức chế khối u), nếu sự kiện mất tính dị hợp tử xảy ra, dẫn đến tế bào của người này biểu hiện kiểu hình lặn - tức là kiểu hình đột biến. Khi đột biến gene ức chế khối u được biểu hiện, tế bào sẽ chuyển thành dạng tế bào ung thư gây phát sinh khối u. Hiện tượng trên được đề cập đến trong "giả thuyết hai mục tiêu của Knudson".
Như vậy, sự mất tính dị hợp tử là điều kiện tiên quyết để một bệnh ung thư di truyền (dị hợp tử về đột biến gene ức chế khối u nhận từ thân sinh) biểu hiện.